# 알파-아미노아디프산
α-아미노아디프산(영어: α-aminoadipic acid) 또는 2-아미노아디프산(영어: 2-aminoadipic acid)은 라이신과 사카로핀의 대사를 위한 α-아미노아디프산 경로의 대사 중간생성물이다. α-아미노아디프산은 아미노아디프산 아미노기전이효소에 의해 호모아이소시트르산으로부터 합성되고, 아미노아디프산 환원효소에 의해 환원되어 세미알데하이드를 형성한다.
2013의 연구에 따르면 α-아미노아디프산은 당뇨병의 진행의 새로운 예측인자로 확인되었고, 인체에서 포도당 항상성의 잠재적 조절인자임을 시사하였다.

## 같이 보기
- 아디프산